# 河端貞次
河端貞次（日语：／ Kawabata Teiji，1874年1月26日—1932年4月30日）日本明治至昭和時代初期医師。
医院在京都開業後,明治45年在上海开设医院。大正11年任上海居留民团行政委員会会長职务,为上海在留日本人学校建設奔走。
1932年4月29日，在上海虹口公園参加天長節祝賀式典活动，遭暗杀身亡（见虹口公园爆炸案）。